# Argento proteinato
L'argento proteinato (a volte anche "argento metellinato" o "argento vitellinato") è un principio attivo definito dall'ente di diritto pubblico Agenzia italiana del farmaco come "ex galenico". È utilizzato nella microscopia elettronica con acido periodico e tiocarboidrazide o tiosemicarboidrazide come macchia positiva per carboidrati come il glicogeno. Può anche essere usato in microscopia ottica per colorare il tessuto nervoso. È normalmente disponibile in argento 8% in combinazione con albumina.
A causa delle sue proprietà battericide è stato usato per trattare la gonorrea prima della scoperta di antibiotici. L'inventore della prima formulazione di proteine d'argento fu Arthur Eichengrün, un chimico tedesco che lavorava per Bayer. Fu introdotto per uso terapeutico nel 1897.
È usato principalmente come antisettico e decongestionante nasale. Benché sia un medicinale da automedicazione, l'utilizzo nei bambini inferiori ai 3 anni non è autorizzato mentre fino ai 6 anni è necessario consultare il medico.
Il nome commerciale del prodotto o specialità è "Argotone" ma si trova anche con altri nomi.
Secondo una pubblicazione del giugno 2008, l'argento proteinato rientra fra i "Primi venti principi attivi SOP a maggior consumo negli esercizi commerciali nel 2007" (SOP significa "farmaci senza obbligo di prescrizione medica (SOP), per i quali non è possibile fare pubblicità.")